# Дзвоново (Старгардський повіт)
Дзвоново (пол. Dzwonowo, нім. Schönebeck) — село в Польщі, у гміні Маряново Старгардського повіту Західнопоморського воєводства.
Населення — 484 особи (2011).
У 1975-1998 роках село належало до Щецинського воєводства.

## Демографія
Демографічна структура станом на 31 березня 2011 року:
|          | Загалом | Допрацездатний вік | Працездатний вік | Постпрацездатний вік |
| -------- | ------- | ------------------ | ---------------- | -------------------- |
| Чоловіки | 228     | 42                 | 166              | 20                   |
| Жінки    | 256     | 54                 | 163              | 39                   |
| Разом    | 484     | 96                 | 329              | 59                   |